# نيل كولينز
نيل كولينز (بالإنجليزية: Neill Collins)‏ (2 سبتمبر 1983 في المملكة المتحدة - ) هو لاعب كرة قدم إسكتلندي في مركز قلب الدفاع. شارك مع منتخب إسكتلندا تحت 21 سنة لكرة القدم ومنتخب اسكتلندا الثانوي لكرة القدم ‏. أما مع النوادي، فقد لعب مع بريستون نورث إيند وبورت فايل وشيفيلد يونايتد وليدز يونايتد ونادي دمبرتون ونادي سندرلاند ونادي هارتلبول يونايتد ووولفرهامبتون واندررز وتامبا باي راوديز ‏ ونادي كوينز بارك.

## وصلات خارجية
- نيل كولينز على موقع قاعدة بيانات كرة القدم.إي يو (الإنجليزية)
- نيل كولينز على موقع Soccerbase.com (لاعب) (الإنجليزية)
- نيل كولينز على موقع Soccerway.com (الإنجليزية)